# Nedstrand
Nedstrand este o localitate din comuna Tysvær, provincia Rogaland, Norvegia, cu o suprafață de 0,32 km² și o populație de 232 locuitori (2013).